# 第三方面调停
第三方面调停是指1946年10月，中国民主同盟，中国青年党和无党派人士等的第三方面为缓和国共两党的紧张局势，制止国共内战而主动发起的调停活动。调停活动自10月中旬第三方面邀请在上海的周恩来返回南京开始，至制宪国民大会召开而结束，历时一个多月。调停以失败告终，第三方面也因为是否参加制宪国民大会发生了分裂，青年党决定参加制宪国大，民社党脱离民盟参加制宪国大；民盟拒绝参加，并开除民社党出盟。
周恩来当时公开表示，和平早已失去，谈判只是为了教育第三方面。第三方面调停自始至终没有得到国府和中共积极反应，最终失败。

## 过程

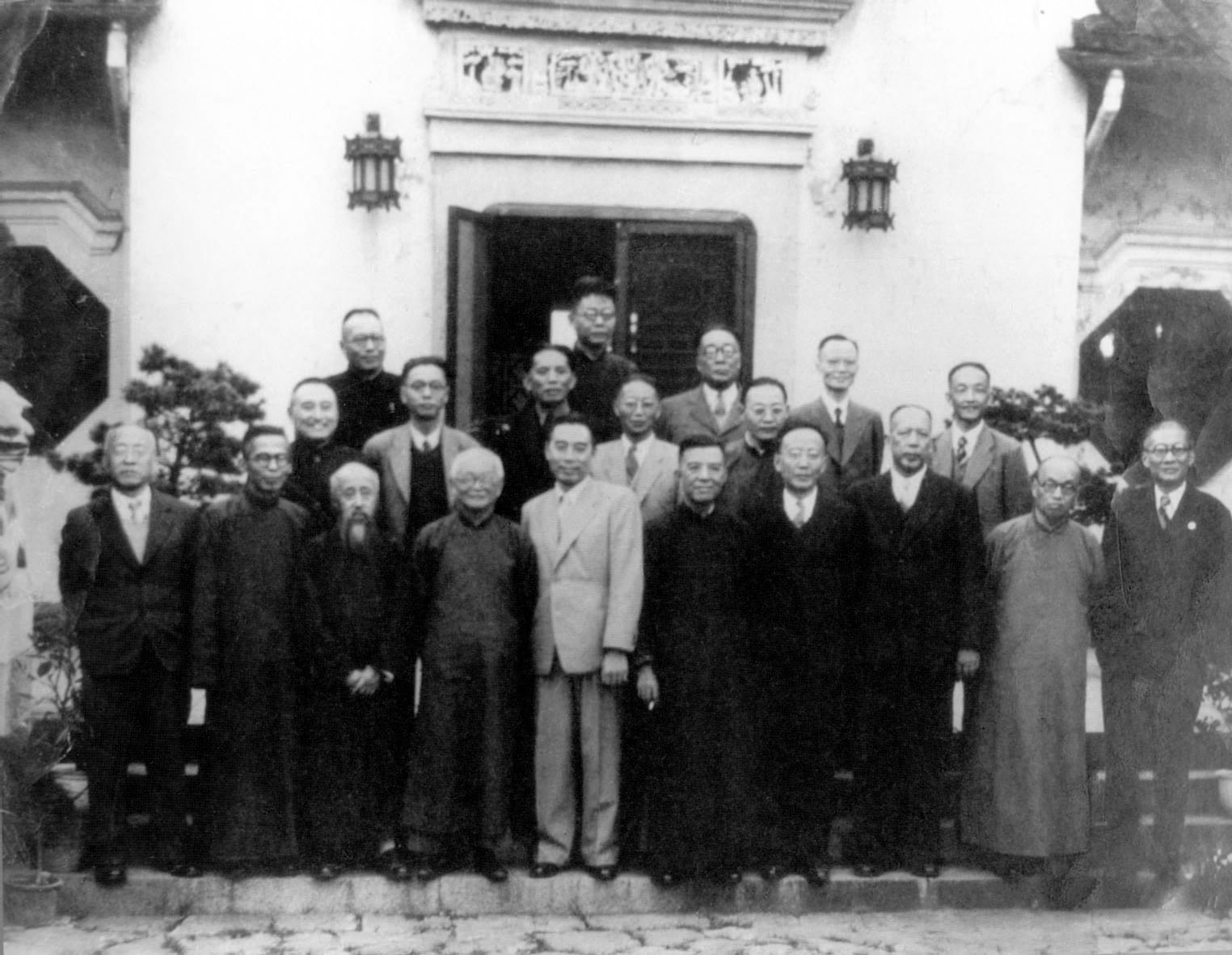
1946年10月周恩来与第三方面和国民党代表在吴铁城公馆，此时国共谈判已濒临全面破裂

1946年10月，与军事冲突同时发生的，则是国共在南京的政治较量。之前马歇尔使华带来的努力，曾使双方在年初保持克制，但4月以后双方冲突日益严重。马歇尔的调停也因为海军陆战队与中共部队的冲突，以及局势的变化走向失败。司徒雷登的五人小组讨论建议未能实现，及至中共对马歇尔及美国发表不信任的言论，马歇尔逐渐退出谈判。
因国府坚持11月中召开制宪国民大会，而周恩来称，“国民大会一旦召开，他就回延安”。 因此国民大会前中共能否提交名单已经成了问题关键。第三方面（民主党派人士梁漱溟，蒋匀田，左舜生，莫德惠等）开始出面调停。
10月8日，孙科和周恩来以及部分少数党派人士在上海召开会议，同意组成第三方调停代表团并邀请周恩来前往南京。但10月10日国军攻陷张家口，并夺取了中共在热河省的最后据点赤峰，使得谈判形势显得更加严峻。加上国民政府重启在抗战结束后就已停止的全国范围征兵，以及宣布国民大会如期召开，周恩来和少数党代表取消了返回南京的打算。即使是政协秘书长雷震和无党派领袖莫德惠到上海邀请周恩来，也没有获得答复。
10月16日，蒋中正发表八点声明，重申国民党的意见。10月17日，第三方面的代表梁漱溟与马歇尔谈话，希望邀请美国方面参与第三方面与中共的对话。马歇尔以中共怀疑美方中立性为由拒绝。
国民政府代表吴铁成、邵力子、雷震三人赴上海与周恩来交涉。10月21日，周恩来在与第三方面答应与中共保持同一立场，在政府不按照政协决议改组就不提交立宪国民大会的代表名单的前提下，与第三方面代表回到南京。蒋中正原定于20日视察台湾，经马歇尔劝导因应也改期至21日，并在离开前和周恩来等作简短会谈。
第三方面提出，国共双方先商讨停止军事冲突，在实际已经停止冲突的基础上就蒋中正10月16日发表的声明作出商讨。第三方面调停期间，第三方面和国民党都有派代表与马歇尔交换意见。
10月26日，第三方面提出一个解决方案，分送中共梅园新村，马歇尔使馆和国府。罗隆基称周恩来已基本接受此方案。但有资料称周恩来看到后大哭，说第三方面出卖了他。当晚国民政府占领安东，周恩来称中共决定中断所有谈判，等待延安方面的指示。周恩来上门拜访马歇尔，希望三人小组会议就国民政府的军事行动采取一定措施，马歇尔表示希望交由第三方面谈判解决。
10月29日，第三方面向国民党提出三点建议，包括停止冲突，处理地方政府问题以及坚持政协程序，但蒋中正拒绝。11月2日，张君励和罗隆基向蒋中正提议召开一次国共及第三方面的会议，但最终也被拒绝。
11月11日，第三方面接到国府通知，国大代表报道人数达到法定人数，无论中共是否参加，均预定在11月15日举行。值此，第三方面也出现分裂，民社党和青年党决定参加国大，民盟拒绝参加并开除民社党出民盟。此时第三方面调停继马歇尔调停失败后，也遭遇全面失败。无党派人士和青年党的代表名单于11月15日晚补交，中共和民盟未有派代表到场。

## 后续

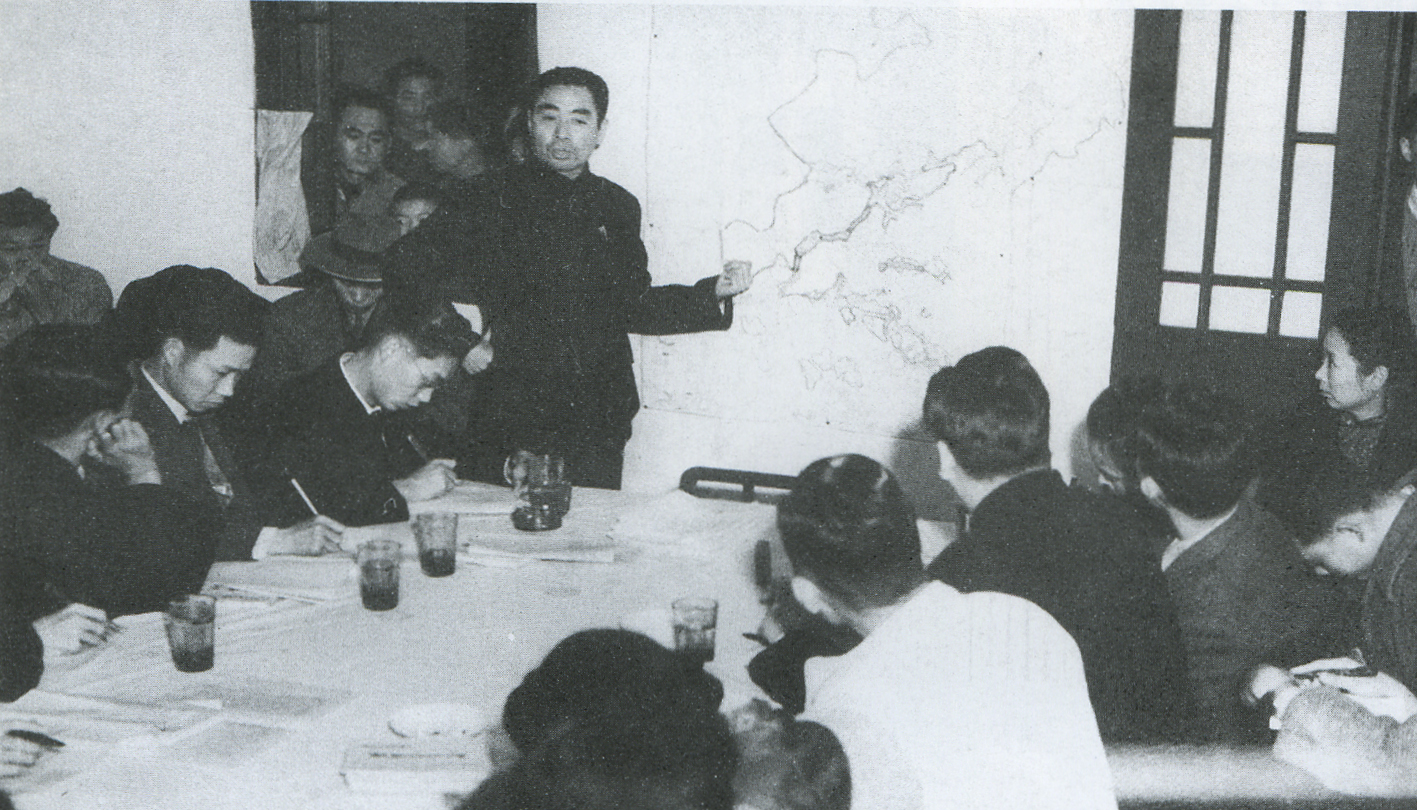
1946年11月16日周恩来在南京召开记者会，谴责制宪国大召开，宣布自己将返回延安

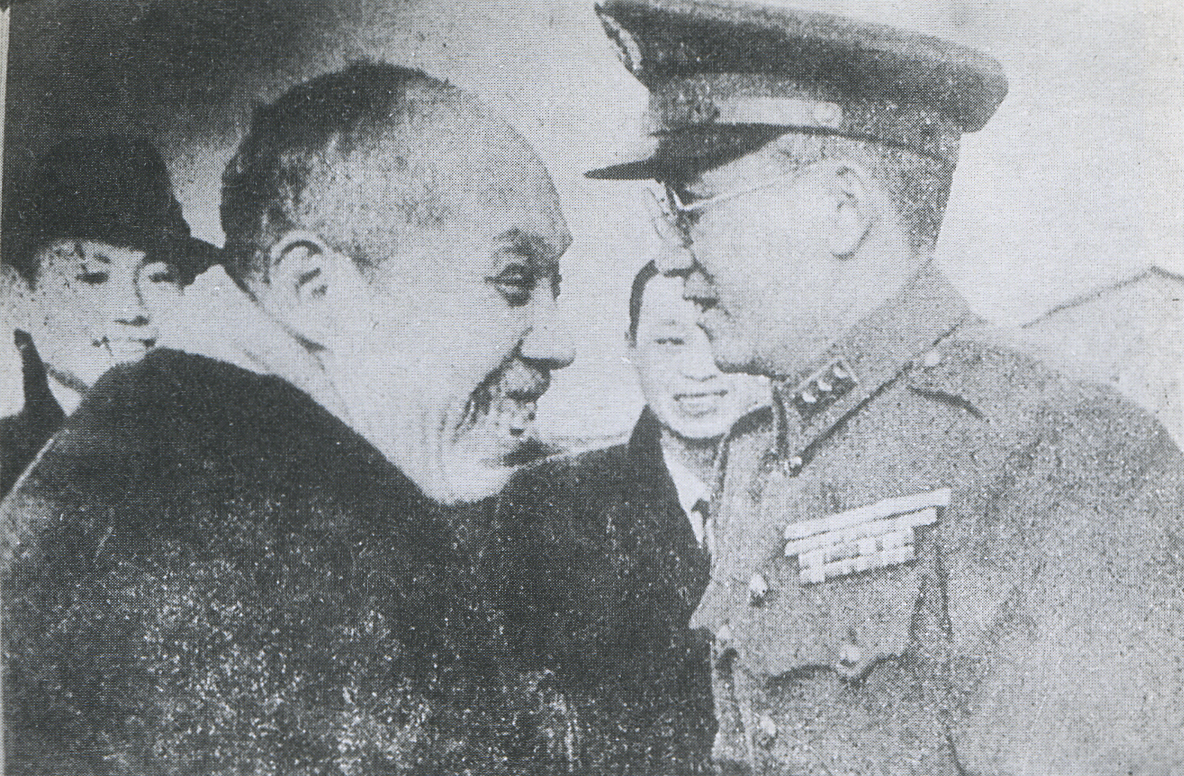
1947年3月7日，政府代表张治中在南京送董必武等中共驻京人员乘坐美飞机撤回延安

11月15日，国民大会召开。此前国民政府为迎接制宪国大，下达了第四次停战令，但已经对军队战斗没有约束力。1947年1月，中华民国宪法通过之后，国民政府应马歇尔的要求，先后三次呼吁中共能进一步举行圆桌会谈，以政治方式解决两党争端。中共驻南京代表陆定一回应，“废除伪宪法和恢复1946年1月31日军事位置，是恢复和谈的最低限度”。至此，国共谈判失去任何基础而完全破裂。此时中共仍坚持在南京活动，不肯离开。国府两度委婉逐客无效，故2月底，国民政府公开下达逐客令，限令在南京，上海，重庆的中共留守处代表3月5日前撤离，并关停重庆《新华日报》社。3月7日，董必武率中共代表团返回延安。